# Station Żabno
Station Żabno is een spoorwegstation in de Poolse plaats Żabno.